# Миодраг Мика Ђорђевић
Миодраг Мика Ђорђевић (Брус, 15. јул 1896 — Крушевац, 8. јун 1943) је аутор сценарија и режије филма Под југословенским небом, који се сматра првим звучним филмом у Краљевини Југославији.

## Живот
Пионир југословенског филма Миодраг Мика Ђорђевић рођен је у Брусу 15. јула 1896. године. Школовао се у Брусу, Крушевцу и Београду. Период 1916.-1918. провео је у заробљеништву у аустроугарском логору у чешкој бањи Пишћањима. Ту је упознао будућу супругу Јожефину Ледвину. Од 1920. се стално настанио у Београду где се издржавао као банкарски службеник. Тридесетих година 20. века посветио се искључиво снимању филмова. По политичком опредељењу био је комуниста. У периоду 1941.-1943. највише времена је проводио у Брусу и Крушевцу. Био је члан прве партијске ћелије у Брусу и главна веза између покрајинског комитета КПЈ за  Србију у Београду са Обласним комитетом у Крушевцу. После провале партијске организације у Крушевцу, ухапшен је у Београду 10. маја 1943. После месец дана мучења у затвору, стрељан је 8. јуна 1943. године у Крушевцу

## Рад на филму
Куповином филмске камере 1924. године почиње аматерски да се бави снимањем. Касније постаје професионални сниматељ. До почетка Другог светског рата снимио је више филмова различитих жанрова. Међу првима у Краљевини Југославији снима звучне филмове. Од свих филмова се посебно истичу Под југословенским небом (1934) који се сматра најбољим туристичким филмом и "Љубица и Јања" (1940./41.) први звучни дугометражни филм са социјалном тематиком, који се сматра његовим животним делом. Нажалост, због рата филм није завршен и губи му се сваки траг.
 Данас се већина његових филмова налази у Југословенској кинотеци у Београду, као драгоцени сведоци једног времена.